# Stjärnbiblioteket
Stjärnbiblioteket är en skönlitterär bokserie utgiven av B. Wahlströms bokförlag. Böckerna är inbundna med rosa sidor och lila ryggar med guldfärgat tryck, inkl gyllene stjärnor. Text på skyddsomslaget: "En kärleksroman av den gammaldags romantiska sorten, en intensivt spännande äventyrsroman eller en kultiverad agentroman."
| Volym | Titel                   | Författare         | Utgivningsår |
| ----- | ----------------------- | ------------------ | ------------ |
| 1     | Sommar med Sylvia       | Majken Cullborg    | 1968         |
| 2     | Skuggan över byn        | Bernhard Nordh     | 1968         |
| 3     | Bella                   | Dorothy Eden       | 1968         |
| 4     | Änglar finns dom?       | John Einar Åberg   | 1968         |
| 5     | Den okända rösten       | Patricia Carlon    | 1968         |
| 6     | Mot allt förnuft        | Frank G. Slaughter | 1969         |
| 7     | Möte med kärleken       | Birgit Th. Sparre  | 1969         |
| 8     | Under Afrikas himmel    | John Elliot        | 1969         |
| 9     | Mrs Miniver             | Jan Struther       | 1969         |
| 10    | Bröllop med förhinder   | Ronald Kirkbride   | 1969         |
| 11    | Säg sanningen Susanne   | E.V. Cunningham    | 1969         |
| 12    | Kungens Karin           | Martin Perne       | 1969         |
| 13    | Inte den du tror        | Hilary Ford        | 1969         |
| 14    | Uppdrag i Malaysia      | Gavin Black        | 1969         |
| 15    | Det hände på Dragonwyck | Anya Seton         | 1969         |